# Pfarrhaus (Walleshausen)

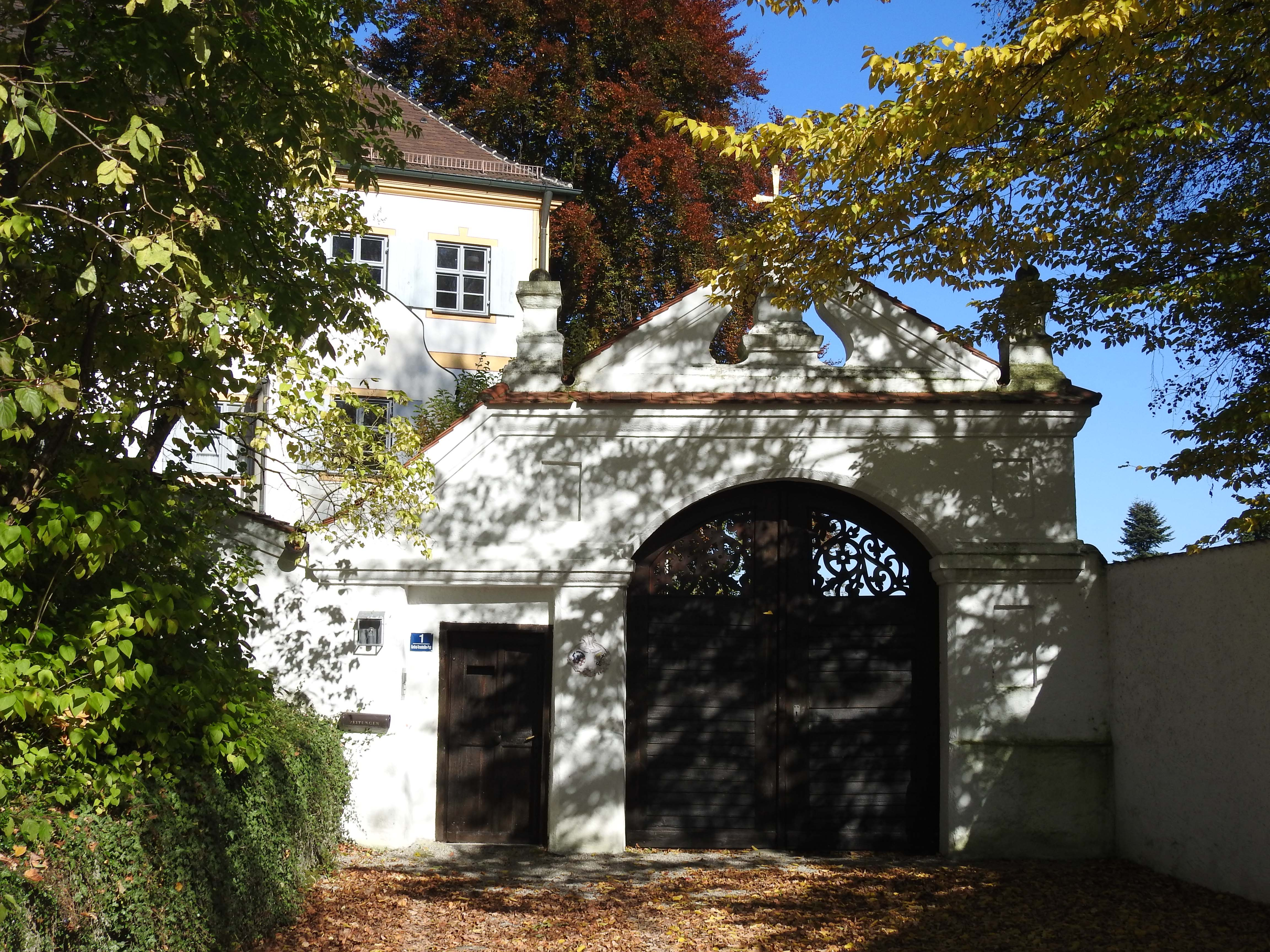
Hoftor zum Pfarrhaus in Walleshausen

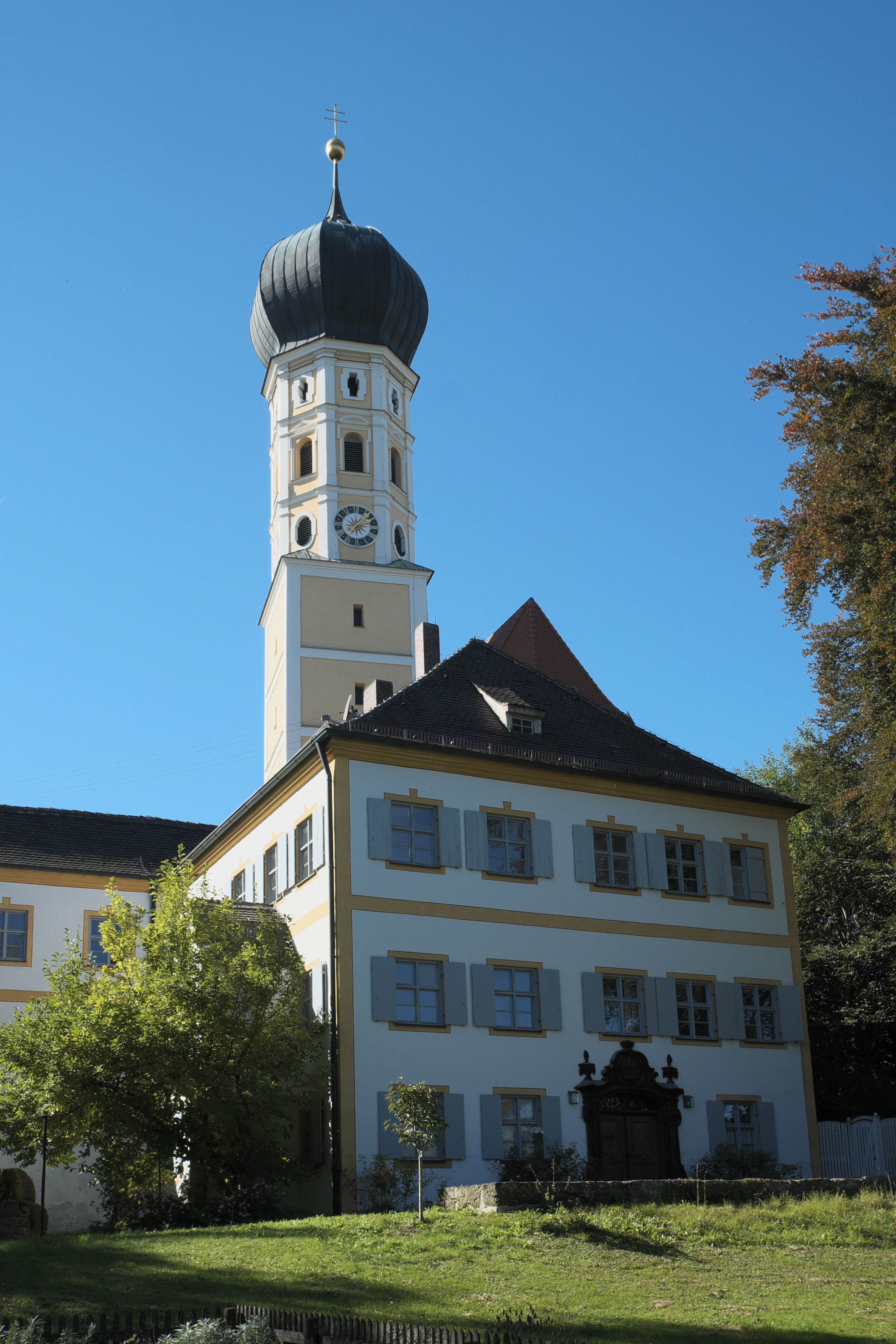
Pfarrhaus und Kirchturm

Das Pfarrhaus in Walleshausen, einem Gemeindeteil von Geltendorf im oberbayerischen Landkreis Landsberg am Lech, wurde im Kern im 17. Jahrhundert errichtet. Das Pfarrhaus am Kirchplatz 8, neben der katholischen Pfarrkirche Mariä Himmelfahrt, ist ein geschütztes Baudenkmal.
Der zweigeschossige Bau mit Querflügel nach Süden, Bodenerker und Walmdach besitzt an der Ostseite ein Portal, das um 1770 geschaffen wurde. Im Inneren sind Stuckdecken und ornamentierte Feldertüren aus dem 18. Jahrhundert erhalten.
Das gemauerte Hoftor mit Pforte stammt aus der Zeit um 1710.
Im Jahr 2022 hat sich der gemeinnützige Verein Freunde des Pfarrhofs Walleshausen e. V. gegründet, der sich für eine öffentliche Nutzung und den Erhalt des Gebäudes einsetzt. 